# 1,2-Diklóretán
| 1,2-diklóretán                                                                                                  |                                                                |
| \| 1,2-diklóretán \| 1,2-diklóretán \|                                                                          |                                                                |
| IUPAC-név | 1,2-diklóretán                                                 |
| Más nevek | etilén-diklorid 1,2-DCA DCE etán-diklorid Freon 150            |
| Kémiai azonosítók                                                                                               |                                                                |
| CAS-szám | 107-06-2                                                       |
| PubChem | 11                                                             |
| ChemSpider | 13837650                                                       |
| EINECS-szám | 203-458-1                                                      |
| DrugBank | DB03733                                                        |
| KEGG | C06752                                                         |
| ChEBI | 27789                                                          |
| RTECS szám | KI0525000                                                      |
| SMILES | ClCCCl                                                         |
| InChIKey | WSLDOOZREJYCGB-UHFFFAOYSA-N                                    |
| Beilstein | 605264                                                         |
| UNII | 55163IJI47                                                     |
| ChEMBL | 16370                                                          |
| Kémiai és fizikai tulajdonságok                                                                                 |                                                                |
| Kémiai képlet                                                                                                   | C2H4Cl2                                                        |
| Moláris tömeg                                                                                                   | 98,96 g/mol                                                    |
| Megjelenés | színtelen folyadék                                             |
| Szag | jellegzetes, kellemes, kloroformra hasonlító szagú             |
| Sűrűség | 1,253 g/cm³, folyadék                                          |
| Olvadáspont | −35 °C                                                         |
| Forráspont | 84 °C                                                          |
| Oldhatóság (vízben)                                                                                             | 0,87 g/100 ml (20 °C)                                          |
| Viszkozitás | 0,84 mPa·s 20 °C-on                                            |
| Kristályszerkezet                                                                                               |                                                                |
| Dipólusmomentum                                                                                                 | 1,80 D                                                         |
| Veszélyek |                                                                |
| Főbb veszélyek                                                                                                  | mérgező, gyúlékony, karcinogén                                 |
| NFPA 704 | 3 0                                                            |
| R mondatok | R11 R45 R36/37/38                                              |
| S mondatok | S45 S53                                                        |
| Robbanási határ                                                                                                 | 6,2%-16%                                                       |
| PEL | TWA 50 ppm C 100 ppm 200 ppm [5 perces csúcs bármely 3 órában] |
| Ha másként nem jelöljük, az adatok az anyag standardállapotára (100 kPa) és 25 °C-os hőmérsékletre vonatkoznak. |                                                                |
| 1,2-diklóretán                                                                                                  | 1,2-diklóretán                                                 |

Az 1,2-diklóretán, más néven etilén-diklorid a klórozott szénhidrogének közé tartozó szerves vegyület. Színtelen, kloroforméra emlékeztető szagú folyadék. Fő felhasználása a vinil-klorid előállítása, melyből aztán polivinil-klorid (PVC) csöveket, bútorokat, autókárpitokat, tapétát, háztartási cikkeket és járműalkatrészeket gyártanak. Felhasználják továbbá más szerves vegyületek szintéziséhez és oldószerként is. Számos más oldószerrel, köztük a vízzel és más klórozott szerves vegyületekkel is azeotrópos elegyet képez (vizes azeotrópjának forráspontja 70,5 °C).

## Előállítása
Közel 20 millió tonnát gyártanak az Egyesült Államokban, Nyugat-Európában és Japánban. Fő előállítási módja etén (etilén) és klór vas(III)-klorid katalizátor mellett végzett reakciója.
H2C=CH2  +  Cl2   →   ClCH2−CH2Cl
Előállítható az etilén réz(II)-klorid által katalizált oxiklórozásával is:
2 H2C=CH2  +  4 HCl  +   O2   →   2 ClCH2−CH2Cl  + 2 H2O

## Felhasználása

### Vinil-klorid monomer (VCM) gyártása
A világ 1,2-diklóretán-termelésének mintegy 95%-át vinil-klorid monomer előállításához használják fel, a reakció melléktermékeként hidrogén-klorid keletkezik. A VCM a polivinil-klorid gyártásának kiindulási anyaga.
Cl−CH2−CH2−Cl → H2C=CH−Cl + HCl
A hidrogén-klorid – a fentebb leírt oxiklórozási reakcióval – újrahasznosítható további 1,2-diklóretán gyártásához.

### Egyéb alkalmazásai
Mivel jó poláris aprotikus oldószer, zsír- és festékoldóként alkalmazták, de ma mérgező és feltehetően karcinogén volta miatt ma már ezen felhasználását tiltják. Különböző szerves vegyületek, például etilén-diamin szintéziséhez is felhasználják mint „építőelemet”. Laboratóriumban esetenként klór forrásaként is használják, etén és klorid eliminációjával.
Az 1,1,1-triklóretán többlépéses előállításának kiindulási anyaga, ezt az anyagot száraztisztításhoz használják. Korábban az 1,2-diklóretánt ólmozott üzemanyagok kopogásgátló adalékaként használták, hogy megakadályozza az ólom felhalmozódását a hengerekben és a szelepeken.

## Fordítás
Ez a szócikk részben vagy egészben  a(z)   1,2-Dichloroethane című angol Wikipédia-szócikk ezen változatának fordításán alapul.  Az eredeti cikk szerkesztőit annak laptörténete sorolja fel. Ez a jelzés csupán a megfogalmazás eredetét és a szerzői jogokat jelzi, nem szolgál a cikkben szereplő információk forrásmegjelöléseként.